# Zhang Yongyi
Zhang Yongyi né en février 1950 est un aviateur naval à la retraite et vice-amiral de la marine de l'Armée populaire de libération chinoise (PLAN). Il a été commandant adjoint du PLAN de 2004 à 2013.

## Biographie
Zhang Yongyi est né en février 1950 à Haicheng, dans la province du Liaoning, à environ 250 kilomètres au nord de la ville portuaire de Dalian. Il a fréquenté une académie de vol de la Force aérienne de la région militaire de Shenyang . Il détient également un diplôme d'études supérieures en politique et en droit de la Capital Normal University, ce qui fait de lui l'un des rares hauts dirigeants de la marine de l'APL à avoir obtenu un diplôme d'études supérieures d'une université civile ,.
Zhang s'est enrôlé dans l'armée de l'air de l'APL en 1966. Il a ensuite été transféré dans l'aviation navale et a été instructeur à la PLA Naval Flight Academy à Huludao, Liaoning. Par la suite, il gravit les échelons de la PLA Naval Air Force, servant successivement de commandant de bataillon (zhongdui), de commandant de régiment (dadui) et de chef d'état-major. Il a ensuite été promu commandant de la Naval Flight Academy, avant de devenir chef de l'aviation navale pour la flotte de la mer du Nord, puis la flotte de la mer du Sud .
En 1998, Zhang était devenu commandant adjoint de l'aviation navale de l'APL.
En 2003, il est devenu chef d'état-major adjoint de la marine de l'APL. Il a été délégué au 10e Congrès national du peuple en 2003.
En décembre 2004, Zhang a été promu commandant adjoint de la marine de l'APL. Son portefeuille peut avoir inclus des responsabilités liées à la mobilisation et à la formation.
Zhang était également responsable du test en vol et du programme de formation du premier porte-avions chinois, le Liaoning .
En 2012, Zhang a dirigé une délégation aux États-Unis et a rencontré de nombreux officiers supérieurs de la marine américaine, dont le vice-chef des opérations navales, l'amiral Mark E. Ferguson III.
Zhang a pris sa retraite du service militaire actif en juillet 2013.

## Ouvrages
Au début de son affectation en tant que commandant adjoint, il a écrit un article sur la mobilisation dans la revue National Defence .
En 2006, il a édité Science of Navy Training, l'une d'une série de publications faisant autorité publiées par la PLA Academy of Military Science, se concentrant sur les questions liées à la formation à travers les services de l'APL. Le camarade commandant adjoint Ding Yiping a été rédacteur en chef adjoint de Zhang pour ce volume. Il a atteint le rang de vice-amiral ( zhong jiang ) en juillet 2006.